# Norvellina nevada
Norvellina nevada är en insektsart som beskrevs av Ball 1916. Norvellina nevada ingår i släktet Norvellina och familjen dvärgstritar. Inga underarter finns listade i Catalogue of Life.